# Rodney Jerkins

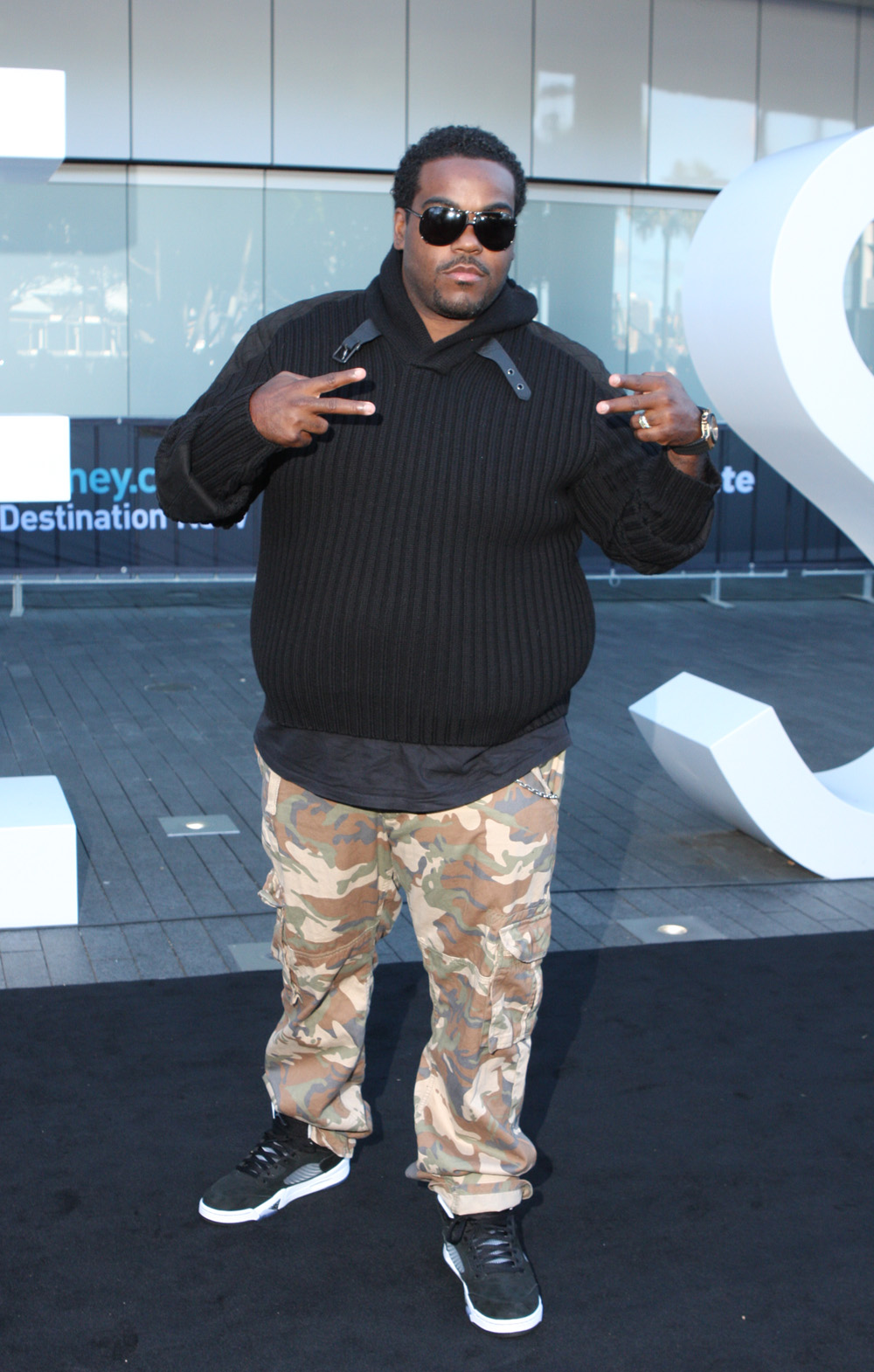
Rodney „Darkchild“ Jerkins in Sydney (2013)

Rodney „Darkchild“ Jerkins (* 29. Juli 1977 in Pleasantville, New Jersey, USA) ist ein US-amerikanischer Musiker, Songwriter und Produzent.
Jerkins, dessen Arbeiten sich vor allem auf die beiden Genres Contemporary R&B und Pop beschränken, zählt zu den bekanntesten Vertretern der US-amerikanischen Musikindustrie. Als Produzent einer Vielzahl von Hits für Interpreten wie Brandy, Destiny’s Child, Mariah Carey, Jennifer Lopez, Toni Braxton, Whitney Houston oder auch Michael Jackson zeigte er sich neben Timbaland und Jermaine Dupri für die Entwicklung urbaner Unterhaltungsmusik in den 1990er Jahren verantwortlich.

## Diskografie
Rodney Jerkins als Autor oder Produzent in den Charts
| Jahr | Song                             | Künstler                               | Chartplatzierung | Chartplatzierung | Chartplatzierung | Chartplatzierung | Chartplatzierung | Chartplatzierung |
| Jahr | Song                             | Künstler                               | US R&B           | US               | UK               | DE               | AT               | CH               |
| ---- | -------------------------------- | -------------------------------------- | ---------------- | ---------------- | ---------------- | ---------------- | ---------------- | ---------------- |
| 1995 | The Way That You Love (Remix)    | Vanessa Williams                       | 23               | 67               | 52               | —                | —                | —                |
| 1996 | The Things You Do                | Gina Thompson                          | 12               | 41               | —                | —                | —                | —                |
| 1997 | Yeah Yeah Yeah                   | Simone Hines                           | 38               | —                | —                | —                | —                | —                |
| 1997 | Don’t Wanna Be a Player          | Joe                                    | 5                | 25               | 16               | —                | —                | —                |
| 1997 | I Can Love You                   | Mary J. Blige (feat. Lil’ Kim)         | 2                | 28               | —                | —                | —                | —                |
| 1997 | Don’t Stop                       | No Authority                           | —                | —                | 54               | —                | —                | —                |
| 1998 | Let Me Return the Favor          | Andrea Martin                          | 32               | 82               | —                | —                | —                | —                |
| 1998 | Daydreamin’                      | Tatyana M. Ali                         | 5                | 6                | 6                | —                | —                | —                |
| 1998 | The Boy Is Mine                  | Brandy (feat. Monica)                  | 1                | 1                | 2                | 5                | 6                | 3                |
| 1998 | Top of the World                 | Brandy (feat. Ma$e)                    | 4                | 44               | 2                | 42               | —                | 42               |
| 1998 | Revolution                       | Kirk Franklin                          | 59               | —                | —                | —                | —                | —                |
| 1998 | Angel of Mine                    | Monica                                 | 2                | 1                | 55               | —                | —                | —                |
| 1998 | It’s Not Right, But It’s Okay    | Whitney Houston                        | 7                | 4                | 3                | 14               | 20               | 18               |
| 1998 | Angel in Disguise                | Brandy                                 | 17               | 72               | —                | —                | —                | —                |
| 1999 | If You Had My Love               | Jennifer Lopez                         | 6                | 1                | 4                | 5                | 13               | 5                |
| 1999 | Sunshine                         | Coko                                   | 19               | 70               | —                | —                | —                | —                |
| 1999 | Say My Name                      | Destiny’s Child                        | 1                | 1                | 3                | 14               | 35               | 20               |
| 1999 | U Don’t Know Me (Like U Used To) | Brandy (feat. Shaunta & Da Brat)       | 25               | 79               | —                | —                | —                | —                |
| 1999 | Damn                             | So Plush                               | 41               | —                | —                | —                | —                | —                |
| 2000 | He Wasn’t Man Enough             | Toni Braxton                           | 1                | 2                | 5                | 20               | 16               | 7                |
| 2000 | Holler                           | Spice Girls                            | —                | 107              | 1                | 17               | 24               | 15               |
| 2000 | If I Told You That               | Whitney Houston (feat. George Michael) | —                | —                | 9                | 58               | —                | 33               |
| 2001 | You Rock My World                | Michael Jackson                        | 13               | 10               | 2                | 6                | 9                | 5                |
| 2002 | Overprotected (Darkchild Remix)  | Britney Spears                         | —                | 86               | 4                | —                | —                | —                |
| 2002 | I Love Rock ’n’ Roll             | Britney Spears                         | —                | —                | 13               | 7                | 9                | 15               |
| 2002 | What About Us?                   | Brandy                                 | 3                | 7                | 4                | 13               | 40               | 8                |
| 2002 | All Eyez on Me                   | Monica                                 | 32               | 69               | —                | 81               | —                | 88               |
| 2002 | Turntable                        | TLC                                    | —                | —                | —                | —                | —                | —                |
| 2003 | I’m Good                         | Blaque                                 | 95               | —                | 17               | 52               | 57               | 47               |
| 2003 | All I Do                         | B5                                     | 71               | —                | —                | —                | —                | —                |
| 2004 | You Don’t Know                   | Kierra “Kiki” Sheard                   | 84               | —                | —                | —                | —                | —                |
| 2004 | Lose My Breath                   | Destiny’s Child                        | 10               | 3                | 2                | 3                | 8                | 1                |
| 2004 | One Wish                         | Ray J                                  | 3                | 11               | 13               | 73               | —                | —                |
| 2005 | Cater 2 U                        | Destiny’s Child                        | 3                | 14               | —                | 41               | 21               | —                |
| 2005 | What I Need                      | Ray-J                                  | 58               | —                | —                | —                | —                | —                |
| 2006 | Enough Cryin’                    | Mary J. Blige                          | 2                | 32               | 46               | 88               | —                | —                |
| 2006 | Need a Boss                      | Shareefa                               | 10               | 67               | —                | —                | —                | —                |
| 2006 | Cry No More                      | Shareefa                               | 43               | —                | —                | —                | —                | —                |
| 2006 | Déjà Vu                          | Beyoncé (feat. Jay-Z)                  | 1                | 4                | 1                | 9                | 12               | 3                |
| 2006 | So Lonely                        | Twista (feat. Mariah Carey)            | 65               | —                | —                | —                | —                | —                |
| 2006 | The One You Need                 | Megan Rochell (feat. Fabolous)         | 41               | —                | —                | —                | —                | —                |
| 2006 | Can’t Get Enough                 | Tamia                                  | 26               | —                | —                | —                | —                | —                |
| 2006 | Turn the Page                    | Bobby Valentino                        | 63               | —                | —                | —                | —                | —                |
| 2007 | Be with Me                       | J. Holiday                             | 83               | —                | —                | —                | —                | —                |
| 2007 | Can’t Leave ’Em Alone            | Ciara (feat. 50 Cent)                  | 10               | 40               | 109              | 40               | —                | 69               |
| 2007 | Shoulda Let You Go               | Keyshia Cole                           | 6                | 41               | —                | —                | —                | —                |
| 2008 | Feedback                         | Janet Jackson                          | 39               | 19               | —                | 40               | 47               | 51               |
| 2008 | I’m Grown                        | Tiffany Evans (feat. Bow Wow)          | 98               | —                | —                | —                | —                | —                |
| 2008 | Luv                              | Janet Jackson                          | 34               | 101              | —                | —                | —                | —                |
| 2008 | When I Grow Up                   | Pussycat Dolls                         | —                | 9                | 3                | 7                | 7                | 10               |
| 2008 | Painted Windows                  | Pussycat Dolls                         | —                | —                | —                | —                | —                | —                |
| 2008 | Angel                            | Natasha Bedingfield                    | —                | 63               | —                | —                | —                | —                |
| 2008 | Right Here (Departed)            | Brandy                                 | 22               | 34               | —                | 39               | 27               | 54               |
| 2009 | Long Distance                    | Brandy                                 | 42               | 124              | —                | —                | —                | —                |
| 2009 | The One (featuring Drake)        | Mary J. Blige                          | 32               | 63               | —                | —                | —                | —                |
|      | Telephone                        | Lady Gaga (featuring Beyoncé)          | —                | 3                | 1                | 3                | 3                | 4                |
| 2011 | Just Can’t Get Enough            | Black Eyed Peas                        | —                | 3                | 3                | 9                | 3                | 3                |
| 2012 | Big Hoops (Bigger the Better)    | Nelly Furtado                          | —                | —                | 14               | 41               | —                | —                |

| Personendaten    | Personendaten                                       |
| ---------------- | --------------------------------------------------- |
| NAME             | Jerkins, Rodney                                     |
| ALTERNATIVNAMEN  | Darkchild (Spitzname)                               |
| KURZBESCHREIBUNG | US-amerikanischer Musiker, Songwriter und Produzent |
| GEBURTSDATUM     | 29. Juli 1977                                       |
| GEBURTSORT       | Pleasantville, New Jersey, USA                      |